# Blue Note Records
Blue Note Records — американський джазовий лейбл, що належить Universal Music Group і зараз працює спільно з Decca Records. 
Заснований 1939 року Альфредом Лайоном і Максом Маргулісом. Свою назву лейбл запозичив від назви блюзового ладу «blue note». На початку існування лейбл був призначений виключно для традиційного джазу та свінгу, але з 1947 року перемикнув увагу на сучасний джаз, хоча  компанія не записувала багатьох піонерів бібопа, виключення становили Телоніус Монк, Фатс Наварро і Бад Павелл.

## Історія
Історично Blue Note здебільшого  пов'язаний з хард-бопом —  джазовим стилем, що змішував бібоп з іншими жанрами, такими як соул, блюз, ритм-енд-блюз і госпел), а також із записами  важливих альбомів в стилях авангард-джаз і фрі-джаз. 
Серед провідних виконавців лейблу були Горас Сільвер, Джиммі Сміт, Фредді Габбард, Лі Морган, Арт Блейкі, Грант Грін, Генк Моблі, Вейн Шортер, Боббі Гатчерсон і Джекі Маклін.  В часи розквіту Blue Note, 50-ті та 60-ті роки, фотограф і графік Рейд Майлз створив серію культових обкладинок альбомів, часто із використанням фотосесій Френсіса Вулфа, який теж додав свій внесок у художню  репутацію Blue Note.

### Ранні роки
Фірму заснували 1939 року два єврейських біженці з нацистської Німеччини: Альфред Лайон і Макс Маргуліс. В юності Альфред жив у Берліні, збирав джазові грамофонні платівки і був добре підготовлений до зустрічі з живим джазом в Нью-Йорку, де він оселився 1937 року.  6 січня 1939 року Альфред вперше був присутній в Карнегі-хол на «живому» джазовому концерті «From Spirituals to Swing».
Перші гроші, які пішли на оренду студії звукозапису і випуск платівок, були внеском комуніста Макса Маргуліса, а першим записом була сесія двох піаністів, які й виступали в Карнегі-холі: Алберта Аммонса і Міда «Лакса» Льюїса, у стилі традиційного «гарячого» джазі і бугі-вугі.  Але першою платівкою, випущеною новонародженою фірмою, була колискова Клари Summertime з опери Гершвіна «Поргі і Бесс» у виконанні саксофоніста Сідні Беше. Беше вже був відомим в Європі, але великі американські компанії не бажали мати з ним справу. 
Незабаром лейбл став відомий рідкісною доброзичливістю до музикантів, записами у зручний для них час та дозволом виконавцям брати участь у всіх аспектах виробництва. 
Френсіс Вулф, друг дитинства Лайона і професійний фотограф, емігрував у США наприкінці 1939 року і незабаром приєднався до команди. Blue Note на той час вже мав у активі кілька історичних платівок: записи Ерла Хайнса, квартету Едмонда Холла «Celeste Quartet» та оркестру «All Stars — Port of Harlem». 
1941—1943 роки Лайон за призовом служив у армії. Наприкінці 1943 року лейбл повернувся до бізнес-записів  і постачав музичні записи збройним силам. Готовий записувати виконавців, яких більшість інших лейблів вважали некомерційними, в грудні 1943 лейбл ініціював кілька сесій з такими митцями, як піаніст Арт Гоудс, трубач Сідні Де Паріс, кларнетист Едмонд Хол і видатний гарлемський піаніст Джеймс П. Джонсон, який відновив музичну діяльність після перенесеного 1940 року інсульту.

### Лайон і Вулф обирають бібоп
До кінця війни лейбл почав записувати саксофоніста Айка Квебека. Квебек співпрацюватиме з лейблом  до своєї смерті 1963 року. Хоча стилістично він належав до попереднього покоління, він  гідно оцінив новий джазовий стиль — бібоп, створення якого зазвичай пов'язують з Діззі Гіллеспі і Чарлі Паркером.
1947 року піаніст Телоніус Монк записав, як лідер гурту, свої перші сесії на лейблі. Одночасно на Blue Note дебютував  барабанщик Арт Блейкі. Лайон записав кілька сесій Монка, перш ніж вийшов перший реліз. Записи Монка, зроблені на Blue Note між 1947 і 1952 роками, погано  продавалися протягом декількох років, проте  цей період вважається найважливішим у його кар'єрі. Серед інших модерністів  та бібоп-виконавців, яких записували на Blue Note в кінці сорокових — початку п'ятдесятих років, були піаніст Тед Демерон, трубачі Фатс Наварро і Говард Макгі, саксофоніст Джеймс Муді і піаніст Бад Павелл. Сесії  Павелла цього періоду належать до числа його кращих записів. Джей-Джей Джонсон і трубач Майлз Девіс також записали кілька сесій для Blue Note між 1952 і 1954 роками, але тоді творці бібопа вже почали пошук інших стилей.
Записи музикантів, що грали у більш ранній джазовій манері, таких, як Сідні Беше і кларнетист Джордж Льюїс, в 1950-х роках тривали.

### Хард-боп і за його межами
1951 року, Blue Note випустив свої перші  10-дюймові вінілові платівки. Незабаром лейбл почав запис нових талантів, таких, як Горас Сільвер, що лишався з Blue Note чверть століття, і Кліффорд Браун. Одночасно записувалися Мілт Джексон (як лідер Modern Jazz Quartet) та Jazz Messengers, що незабаром стала гуртом Арта Блейкі. Сесія квартету Мілта Джексона була одноразовою, але різні гурти Блейкі багато, хоча і з перервами, записувалися для  лейблу протягом всього наступного десятиліття. Саксофоніст і композитор Гіль Мелле познайомив  Лайона зі своїм другом, Руді Ван Гельдером, і останній працював з  Blue Note 1953 року одночасно з використанням незалежних лейблів. Коли індустрія звукозапису перейшла на 12-дюймові платівки в середині 50-х років, Blue Note мав труднощі, оскільки каталог вже застарілих 10-дюймових платівок потрібно було відтворити на новому форматі. В цей час з'явився музикант, який забезпечив лейблу найкращі продажі: Гаммонд-органіст  Джиммі Сміт був підписаний 1956 року і виконав на першому 12-дюймовому довгогральному альбомі Blue Note нові записи.
З середини 50-х років на Blue Note, серед інших, дебютували Генк Моблі, Лі Морган, Гербі Ніколс, Сонні Кларк, Кенні Доргем, Кенні Баррелл, Джекі Маклін, Дональд Берд і Лу Дональдсон. Сонні Роллінз записувався для лейбла у 1956 і 1957 роках, також в цей час ненадовго повернувся і Бад Павелл.
Blue Train Джона Колтрейна, і Somethin' Else Кеннонболла Еддерлі (за участю Майлза Девіса в одній з  останніх його робіт) також з'явилися на лейблі в цей час. Blue Note відтворював записи як нових  виконавців (Роллінз, Еддерлі), так і митців, які записувались раніше, проте часто за якістю релізи на цьому лейблі набагато перевищували  попередні записи. Так, Blue Train часто вважається першим значним записом Колтрейна як лідера. Горас Сільвер і Арт Блейкі та Jazz Messengers продовжили випуск серії художньо і комерційно успішних записів.
На початку 60-х років до лейблу приєднався Декстер Гордон. Гордон був саксофоністом ери бібопа, що кілька років перебував у в'язниці за наркотичні злочини. Він протягом п'яти років зробив кілька альбомів для Blue Note, у тому числі кілька — на початку його перебування в Європі. Гордон також з'явився у  дебютному альбомі Гербі Генкока, на той час всі четверо молодших членів квінтету Майлза Девіса (Генкок, Вейн Шортер, Рон Картер і Тоні Вільямс) працювали з лейблом, Генкок і Шортер, випустили серію чудових альбомів у змішаному стилі. Рон Картер не реєструвався під власним ім'ям до свого відродження на лейблі в 1980-х роках, але грав на контрабасі у сесіях багатьох інших музикантів. У багатьох з них також брав участь трубач Фредді Габбард, і він же створив записи для Blue Note як лідер. Однією з особливостей лейбла  протягом цього періоду була «родина» музикантів (Габбард, Генкок, Картер, Грант Грін, Джо Хендерсон, Кенні Доргем, Лі  Морган, Блу Мітчелл, Генк Моблі і багато інших), які  записувалися як сайдмени на  альбомах один одного.
У 60-і роки на Blue Note побачили світ  три записи  піаніста і композитора Фредді Редда, один з яких, The Connection, містив музику, написану для п'єси Джека Гелбера з тією ж назвою та її кіноверсії.
1963 року Лі Морган отримав значний успіх  з заголовним треком альбому The Sidewinder, наступного року те саме  Горас Сільвер зробив  з Song for My Father. 

### Авангард
Хоча більшість джазових записів Blue Note  призначалися для широкої аудиторії, на лейблі також зафіксовані деякі нові виконавці авангарду та фрі-джазу. Ендрю Гілл, дуже незвичайний піаніст, зробив багато альбомів для лейблу з мультиінструменталістом Еріком Долфі. Альбом Out to Lunch! , мабуть, найвідоміший альбом Долфі.
Саксофоніст Орнетт Коулман випустив два альбоми, записаних тріо в Стокгольмському клубі, і три студійних альбоми (у тому числі Empty Foxhole, з його десятирічним сином Денардо Коулманом на барабанах).
Піаніст Сесіл Тейлор записав кілька альбомів для Blue Note, тромбоніст Grachan Moncur III, саксофоніст Сем Ріверс, ударник Тоні Вільямс, вібрафоніст Боббі Гатчерсон і органіст Ларрі Янг — альбоми цих виконавців значно  відрізняються від звичного  «хард-боп» стиль, з яким, як правило, пов'язують лейбл.
Хоча ці авангардні записи погано продавалися, так само, як деякі інші  релізи Blue Note, Альфред Лайон вважав важливим  документувати нові досягнення в джазі.

### Мистецтво обкладинки
1956 року Blue Note залучив до себе Рейда Майлза, художника, який працював  для журналу Esquire. Обкладинки, що створені Майлзом і часто містять зроблені Вулфом фотографії музикантів у студії, мали такий самий значний вплив у світі графічного дизайну, який схована в них музика мала у світі джазу. Завдяки Майлзу Blue Note був відомий своїми яскравим і незвичайним дизайном обкладинок альбомів. Графічний дизайн Майлза відрізнявся тонованими чорно-білими фото, творчим використанням рубаних шрифтів, обмеженою палітрою кольорів (найчастіше чорний та білий) і частим вживанням суцільних прямокутних смуг, білих або кольорових, під впливом школи дизайну Баугауз.
Хоча  робота Майлза тісно пов'язана з Blue Note, отримала культовий статус і визнання, сам Майлз не дуже цінив джаз, за словами Річарда Кука. Blue Note надавав йому кілька примірників кожного з багатьох десятків альбомів створених ним альбомів, але Майлз більшість з них дарував своїм друзям  або продавав їх секонд-хенд магазинам.
Деякі найвідоміші роботи Рейда Майлза прикрашали обкладинки альбомів Midnight Blue, Out to Lunch!, Unity, Somethin' Else, Let Freedom Ring, Hub-Tones, No Room for Squares, Cool Struttin'  та The Sidewinder.
Кілька обкладинок альбомів Blue Note середині п'ятдесятих років створені за ескізами тоді ще невідомого  Енді Воргола.

### Відставка Лайона та Вулфа
1965 року Blue Note був придбаний компанією Liberty Records і Лайон, що мав  труднощі з працею у великій компанії, звільнився 1967 року. Приблизно в той самий час припинилася співпраця  з лейблом Рейда Майлза.
Протягом декількох років більшість альбомів продюсували Вулф або піаніст Дюк Пірсон, але Вулф 1971 року помер і того ж року Пірсон звільнився.
Відповідальним за лейбл став Джордж Батлер, але, попри наявність добрих альбомів, комерційна життєздатність джазу була під питанням, робилось багато проміжних та відверто комерційних записів (часто митцями, які раніше записували на цій студії «прямий» джаз — Боббі Гатчерсон, Лу Дональдсон, Дональд Берд, Грант Грін, Горас Сільвер).

### Відродження та історія власності
1979 року, EMI придбала United Artists Records, яка, в свою чергу, абсорбувала Liberty Records 1969 року, і поступово згорнула лейбл Blue Note.
Він був відновлений 1985 року у складі EMI Manhattan Records для перевидань і нових записів, якими займався Брюс Лундвалль. Деякі виконавці, раніше пов'язані з Blue Note, наприклад, Маккой Тайнер, відновили співпрацю з лейблом, а молоді музиканти Бенні Уоллес, Джо Ловано, Джон Скофілд, Грег Осбі, Джейсон Моран і композитор-аранжувальник Боб Белден отримали відомість завдяки записаним на Blue Note альбомам.
Лейбл отримав великий комерційний успіх з вокалісткою Норою Джонс і випустив нові альбоми відомих виконавців, таких як Ван Моррісон, Ел Грін, Аніта Бейкер та Амос Лі. Два провідні трубачі джазового ренесансу 80-х,  Вінтон Марсаліс та Теренс Бланшар уклали контракт з лейблом 2003 року. Хіп-хоп продюсер Madlib записує того ж року Shades of Blue  як данину попереднім записам Blue Note.
Blue Note проводить активну програму перевидання, започатковану з відродження лейблу у середині 80-х років.  Позаштатним радником та продюсером перевидань працював Майкл Каскуна. Деякі з оригінальних записів Blue Note з'явилися у виданих Mosaic Records комплектах CD. В цей період Blue Note став флагманським джазовим лейблом для Capitol Jazz і батьківським лейблом для Capitol Jazz, Pacific Jazz, Roulette та інші лейблів в межах холдингу Capitol, які належали до джазового напрямку. 
2006 року EMI розширила Blue Note, створивши  Blue Note Label Group шляхом переміщення до Нью-Йорку і поєднання з Blue Note своїх лейблів Narada group, в межах політики EMI, спрямованої на централізацію підходів до музики для дорослого ринку. Згодом під парасольку  Blue Note були додані Angel Records, EMI Classics та Virgin Classics (класична музика), Narada Productions (сучасний джаз і впливова музика, в тому числі сублейбл Real World Records), Back Porch Records (фолк і Americana), Higher Octave Records (smooth-джаз і нью-ейдж) та Mosaic Records (виключно для обмеженого перевидання комплектів джазових записів).
Станом на червень 2007 року, Брюс Лундвалль, засновник Manhattan Records, як президент/генеральний директор Blue Note Label Group, був безпосередньо підпорядкований Еріку Ніколі, головному виконавчому директору EMI Group.
2008 року  на честь 70-річчя Blue Note Records був сформований джаз-септет The Blue Note 7. Гурт записав  2008 року альбом  Mosaic, який вийшов 2009 року на Blue Note Records/EMI, і підтримав просування альбому гастрольним турне Сполученими Штатами з січня до квітня 2009 року. До складу групи увійшли Петер Бернстайн (гітара), Білл Чарлап (фортепіано), Раві Колтрейн (тенор-саксофон), Льюїс Неш (барабани), Ніколас Пейтон (труба), Пітер Вашингтон (бас) та Стів Вілсон (альт-саксофон, флейта). Гурт  грав музику різних виконавців Blue Note Records, аранжовану членами гурту та Рені Рознес.
В січні 2012 року, після придбання компанії EMI компанією Universal, Blue Note очолив Дон Воз, володар Греммі «Продюсер року» за 1994 рік
У травні 2013 року Blue Note Records співпрацював з ArtistShare як лейбл під назвою «Blue Note/ArtistShare».
Після поглинання Universal Music Group компанії EMI, Decca Records взяла на себе дистрибуцію Blue Note.

## Дочірні лейбли
- Angel Records
- Manhattan Records
- Narada Productions